# Вакин, Матвей Николаевич
Матве́й Никола́евич Ва́кин (род. 21 июня 1976) — российский кёрлингист и тренер по кёрлингу.
В составе мужской сборной России участник четырёх чемпионатов Европы (лучший результат — одиннадцатое место в 1998 и 1999). Четырёхкратный чемпион, а также призёр чемпионатов России среди мужчин.
Выступал за различные команды Санкт-Петербурга.
В «классическом» кёрлинге (команда из четырёх человек одного пола) в 1990-е и 2000-е годы в основном играл на позициях первого и второго, затем стал играть на позиции четвёртого; несколько сезонов является скипом команды.
Мастер спорта России.
Работает тренером по кёрлингу в «АНО СК Адамант» (Санкт-Петербург).

## Достижения
- Чемпионат России по кёрлингу среди мужчин: золото (1996, 1998, 2000, 2001), серебро (1999), бронза (1995, 1997).

## Команды
| Сезон                          | Четвёртый            | Третий             | Второй               | Первый               | Запасной                            | Тренер                             | Турниры                       |
| ------------------------------ | -------------------- | ------------------ | -------------------- | -------------------- | ----------------------------------- | ---------------------------------- | ----------------------------- |
| 1994—95                        | Александр Колесников | Алексей Целоусов   | Виктор Воробьёв      | Евгений Изотов       | Матвей Вакин                        |                                    | ЧРМ 1995                      |
| 1995—96                        | Александр Колесников | Виктор Воробьёв    | Евгений Изотов       | Матвей Вакин         |                                     |                                    | ЧРМ 1996                      |
| 1996—97                        | Александр Колесников | Евгений Изотов     | Матвей Вакин         | Виктор Воробьёв      | Юрий Шулико                         |                                    | ЧЕ 1996 (17 место)            |
| 1996—97                        | Александр Колесников | Евгений Изотов     | Матвей Вакин         | Сергей Эверт         |                                     |                                    | ЧРМ 1997                      |
| 1997—98                        | Александр Колесников | Матвей Вакин       | Евгений Изотов       | Сергей Эверт         |                                     |                                    | ЧРМ 1998                      |
| 1998—99                        | Александр Колесников | Валерий Печерский  | Матвей Вакин         | Евгений Изотов       | Сергей Эверт                        |                                    | ЧРМ 1999                      |
| 1998—99                        | Алексей Целоусов     | Дмитрий Рыжов      | Матвей Вакин         | Виктор Воробьёв      |                                     |                                    | ЧЕ 1998 (11 место)            |
| 1999—00                        | Алексей Целоусов     | Дмитрий Рыжов      | Матвей Вакин         | Виктор Воробьёв      | Денис Антоник                       |                                    | ЧЕ 1999 (11 место)            |
| 1999—00                        | Алексей Целоусов     | Дмитрий Рыжов      | Виктор Воробьёв      | Матвей Вакин         |                                     |                                    | ЧРМ 2000                      |
| 2000—01                        | Алексей Целоусов     | Дмитрий Рыжов      | Матвей Вакин         | Виктор Воробьёв      | Вадим Школьников (ЧЕ)               | Юрий Шулико (ЧЕ)                   | ЧЕ 2000 (14 место) · ЧРМ 2001 |
| 2009—10                        | Валерий Печерский    | Сергей Лебедев     | Матвей Вакин         | Сергей Эверт         |                                     |                                    | ЧРМ 2010 (15 место)           |
| 2010—11                        | Валерий Печерский    | Сергей Лебедев     | Матвей Вакин         | Сергей Эверт         | Антон Ничипорович                   |                                    | КРМ 2010 (9 место)            |
| 2011—12                        | Матвей Вакин         | Валерий Печерский  | Дмитрий Абрамов      | Сергей Эверт         | Антон Ничипорович                   |                                    | КРМ 2011 (15 место)           |
| 2014—15                        | Матвей Вакин         | ?                  | ?                    | ?                    |                                     |                                    | ЧРМ 2015 (17 место)           |
| 2015—16                        | Матвей Вакин         | Денис Исламов      | Сергей Варламов      | Эмиль Гареев         |                                     |                                    | ЧРМ 2016 (16 место)           |
| 2016—17                        | Матвей Вакин         | Даниил Киба        | Артур Ражабов        | Николай Чередниченко | Денис Исламов                       |                                    | КРМ 2016 (15 место)           |
| 2016—17                        | Матвей Вакин         | Сергей Варламов    | Николай Чередниченко | Денис Исламов        | Эмиль Гареев                        |                                    | ЧРМ 2017 (17 место)           |
| 2018—19                        | Матвей Вакин         | Никита Игнатков    | Денис Исламов        | Аркадий Татарников   | Александр Терентьев                 |                                    | КРМ 2018 (12 место)           |
| 2018—19                        | Пантелеймон Лаппо    | Матвей Вакин       | Сергей Варламов      | Николай Чередниченко | Денис Исламов                       |                                    | ЧРМ 2019 (10 место)           |
| 2019—20                        | Глеб Лясников        | Дмитрий Логвин     | Матвей Вакин         | Александр Терентьев  | Андрей Кожевин                      |                                    | КРМ 2019 (15 место)           |
| 2020—21                        | Олег Красиков        | Пётр Дрон          | Сергей Варламов      | Данил Киба           | Матвей Вакин                        | Константин Задворнов, Матвей Вакин | КРМ 2020 (11 место)           |
| 2020—21                        | Матвей Вакин         | Артём Букарев      | Андрей Зааль         | Сергей Эверт         |                                     | Матвей Вакин, Константин Задворнов | ЧРМ 2021 (19 место)           |
| Кёрлинг среди смешанных команд |                      |                    |                      |                      |                                     |                                    |                               |
| 2011—12                        | Матвей Вакин         | Анжелика Тимофеева | Сергей Эверт         | Антонина Сорокина    | Наталья Цыбакова, Валерий Печерский |                                    | ЧРСК 2012 (15 место)          |
| 2014—15                        | Матвей Вакин         | Полина Биккер      | Сергей Варламов      | Вероника Тепляшина   |                                     |                                    | ЧРСК 2015 (4 место)           |
| 2015—16                        | Матвей Вакин         | ?                  | ?                    | ?                    |                                     |                                    | КРСК 2015 (5 место)           |
| 2015—16                        | Матвей Вакин         | Оксана Гертова     | Сергей Варламов      | Полина Биккер        |                                     |                                    | ЧРСК 2016 (5 место)           |
| 2016—17                        | Матвей Вакин         | Оксана Гертова     | Сергей Варламов      | Полина Биккер        |                                     |                                    | КРСК 2016 (10 место)          |
| 2018—19                        | Матвей Вакин         | Вероника Тепляшина | Глеб Лясников        | Ольга Антонова       |                                     |                                    | КРСК 2018 (13 место)          |

(скипы выделены полужирным шрифтом)